# 利伯塔德 (烏拉圭)
利伯塔德是烏拉圭的城市，由聖何塞省負責管轄，位於該國南部，距離首府聖何塞德馬約41公里，始建於1872年，海拔高度40米，2004年人口9,196。

## 外部連結
- INE map of Libertad（页面存档备份，存于）